# Округ Вичита (Канзас)
Округ Вичита (енгл. Wichita County) је округ у америчкој савезној држави Канзас. По попису из 2010. године број становника је 2.234. Седиште округа је град Лиота.

## Демографија
Према попису становништва из 2010. у округу је живело 2.234 становника, што је 297 (11,7%) становника мање него 2000. године.
| Група             | 2000.         | 2010.         |
| Белци             | 2.024 (80,0%) | 1.647 (73,7%) |
| Афроамериканци    | 2 (0,1%)      | 19 (0,9%)     |
| Азијати           | 2 (0,1%)      | 3 (0,1%)      |
| Хиспаноамериканци | 466 (18,4%)   | 550 (24,6%)   |
| Укупно            | 2.531         | 2.234         |